# Quãng đời còn lại xin chỉ giáo nhiều hơn
Quãng đời còn lại xin chỉ giáo nhiều hơn (tiếng Trung: 余生，请多指教; tiếng Anh: The Oath of Love) là bộ phim truyền hình Trung Quốc lên sóng năm 2022 của đạo diễn Lữ Doanh, dựa trên tiểu thuyết cùng tên của tác giả Thợ đá Berlin với hai diễn viễn chính là Dương Tử và Tiêu Chiến.
Bộ phim bắt đầu phát sóng tại Trung Quốc trên đài Hồ Nam và Tencent Video từ ngày 15 tháng 3 năm 2022. Đồng thời, bộ phim sẽ phát sóng độc quyền ở nước ngoài trên WeTV.

## Nội dung
Lâm Chi Hiệu, người sắp tốt nghiệp đại học đột ngột rớt xuống vực thẳm của cuộc đời trong vòng một đêm. Ba cô đột nhiên phải nhập viện vì bệnh ung thư, cô bất đắt dĩ từ bỏ công việc tốt ở nơi khác và chia tay với bạn trai của mình. Tất cả những tưởng tượng về tương lai hạnh phúc sau này sụp đổ trong chốc lát, ngay lúc này bác sĩ (Cố Ngụy) chữa trị cho ba cô bước vào cuộc đời cô. Tình yêu bắt đầu trong lúc mà chúng ta không hề biết đến nó, cả hai người đều từng chịu tổn thương quá nhiều vì tình yêu không còn tin vào tình yêu, bắt đầu từng bước một tin vào tình yêu một lần nữa. Quen biết, hiểu nhau, yêu nhau, có những hoài nghi sóng gió và cũng có những hiểu lầm. Nhưng cũng chính quá trình này khiến cả hai càng tin tưởng và phó thác cả đời cho người còn lại.

## Diễn viên

#### Vai chính
- Dương Tử[6] vai Lâm Chi Hiệu
- Tiêu Chiến[7] vai Cố Ngụy

## Sản xuất
Bộ phim chính thức được quay từ tháng 8 năm 2019 và chính thức đóng máy vào ngày 6 tháng 11 năm 2019. Quá trình quay phim diễn ra tại Vô Tích, Giang Tô, Trung Quốc.

## Phát sóng
Vào ngày 5 tháng 8 năm 2021, nhà sản xuất xác nhận rằng bộ phim sẽ chính thức lên sóng vào ngày 8 tháng 9 năm 2021. Tuy nhiên, vào ngày 5 tháng 9 năm 2021, chỉ 3 ngày trước ngày phát sóng đã thông báo trước đó, nhà sản xuất đưa ra thông báo sẽ hoãn lại ngày phát sóng cho đến khi có thông báo mới. Vào ngày 14 tháng 3 năm 2022, nhà sản xuất đã đưa ra thông báo chính thức bộ phim sẽ được khởi chiếu vào ngày 15 tháng 3 trên nền tảng dịch vụ xem phim trực tuyến Tencent Video và WeTV của Trung Quốc.
| Kênh          | Quốc gia   | Ngày bắt đầu         | Thời gian                                                              | Ghi chú |
| ------------- | ---------- | -------------------- | ---------------------------------------------------------------------- | --- |
| Hồ Nam        | Trung Quốc | 15 tháng 03 năm 2022 | 20:20                                                                  | Mỗi tuần từ Chủ nhật đến thứ 5 (2 tập liên tiếp) Thứ 6 và thứ 7 (chỉ phát sóng 1 tập)                                |
| Tencent Video | Trung Quốc | 15 tháng 03 năm 2022 | Tài khoản VIP tải lên 22:00 Tài khoản thường xem được từ 22:00 hôm sau | Tài khoản VIP cập nhật 2 tập từ Chủ nhật đến Thứ 5 và 1 tập vào Thứ 6 Thứ 7 Tài khoản thường cập nhật mỗi ngày 1 tập |
| WeTV          | Toàn cầu   | 15 tháng 03 năm 2022 | Tài khoản VIP tải lên 22:00 Tài khoản thường xem được từ 22:00 hôm sau | Tài khoản VIP cập nhật 2 tập từ Chủ nhật đến Thứ 5 và 1 tập vào Thứ 6 Thứ 7 Tài khoản thường cập nhật mỗi ngày 1 tập |

## Nhạc phim
| STT | Nhan đề                                          | Phổ lời    | Phổ nhạc | Nghệ sĩ              | Thời lượng |
| --- | ------------------------------------------------ | ---------- | -------- | -------------------- | ---------- |
| 1.  | "The Oath of Love (余生，请多指教)" (Theme song) | Dương Dỉnh | Luo Kun  | Tiêu Chiến, Dương Tử | 3:02       |
| 2.  | "The Greatest Fortune (最幸福的幸运）"           | Dương Dỉnh | Luo Kun  |                      |            |
| 3.  | "Somebody Liking Someone （一个人喜欢一个人）"   | Dương Dỉnh | Luo Kun  | Dương Tử             |            |